# Coupe de Lagos de beach soccer
La Coupe de Lagos de beach soccer est une compétition internationale créée en 2011 et jouée à Lagos au Nigeria. Cette compétition fait partie du BSWW tour.
C'est l'un des évènements de beach soccer les plus médiatique d'Afrique.

## Histoire
En 2012, le Nigeria remporte le trophée à domicile face au Portugal.
Du 13 au 15 décembre 2013 se déroule la 3e édition de la Coupe de Lagos. Les hôtes nigérian reçoivent le Sénégal, le Liban et l'Allemagne. Pour la troisième fois en autant d'éditions, le trophée revient aux organisateurs.

## Palmarès
| # | Édition | Vainqueur | 2e       | 3e    | 4e        | Meilleur joueur |
| - | ------- | --------- | -------- | ----- | --------- | --------------- |
| 1 | 2011    | Nigeria   |          |       |           | Azeez Abu       |
| 2 | 2012    | Nigeria   | Portugal |       |           |                 |
| 3 | 2013    | Nigeria   | Sénégal  | Liban | Allemagne | Azeez Abu       |